# أنطونيو ديكسون
أنطونيو ديكسون (بالإنجليزية: Antonio Dixon)‏ هو لاعب كرة قدم أمريكية أمريكي، ولد في 17 يوليو 1985 في ميامي في الولايات المتحدة.

## وصلات خارجية
- أنطونيو ديكسون على موقع مرجع كرة القدم المحترفة.كوم (الإنجليزية)